# Sachindra Chaudhuri

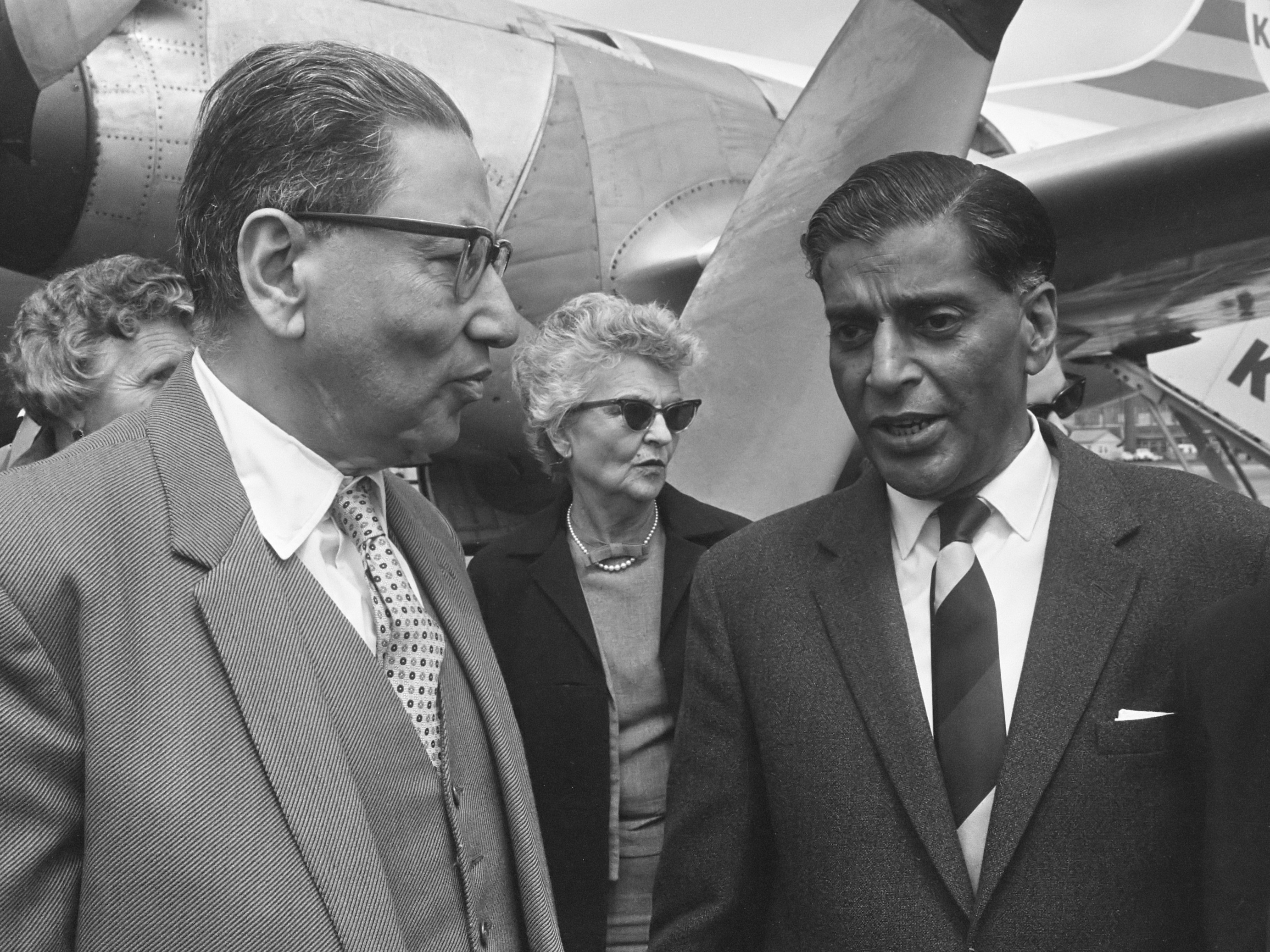
Sachindra Chaudhuri (links) im Gespräch mit dem Botschafter in den Niederlanden Rajkumar Raghunath Sinha (1966)

Sachindra Chaudhuri (* 24. Februar 1903 in Kalkutta; † 12. Juni 1992) war ein indischer Politiker des Indischen Nationalkongresses (INC), der zwischen 1965 und 1967 Finanzminister Indiens war.

## Leben
Chaudhuri, Sohn von Prabhodh Chandra Chaudhuri, absolvierte nach dem Besuch der Rani Bhabani School in Kalkutta zunächst ein grundständiges Studium am dortigen Presidency University, das er mit einem Bachelor of Arts (B. A.) beendete. Danach schloss er ein Studium der Rechtswissenschaften am Fitzwilliam College der University of Cambridge mit einem Bachelor of Arts (LL. B.) ab und erhielt im Anschluss seine anwaltliche Zulassung bei der Anwaltskammer (Inns of Court) von Lincoln’s Inn. Nach seiner Rückkehr nach Indien war er als Rechtsanwalt tätig und war zuletzt als auch als Senior Advocate beim Obersten Gericht (Supreme Court of India) zugelassen. Darüber hinaus war er Direktor zahlreicher Unternehmen sowie Mitglied des Vorstandes der State Bank of India, der größten Bank Indiens.
Bei der Parlamentswahl 1962 wurde Chaudhuri für den INC im Lok-Sabha-Wahlkreis Ghatal zum Mitglied der Lok Sabha gewählt, der er bis 1967 angehörte. Am 31. Dezember 1965 wurde er als Finanzminister in das Kabinett Shastri berufen und bekleidete diesen Ministerposten bis zum 12. März 1967 auch im Kabinett Indira Gandhi I. Er war ferner auch juristisches Mitglied der Law Commission of India, die für die Ausarbeitung von Gesetzesreformen zuständig ist.
Aus seiner am 11. Dezember 1930 geschlossenen Ehe mit Seeta Mitter gingen ein Sohn und zwei Töchter hervor.